# Pont-sur-l'Ognon
Pont-sur-l'Ognon là một xã ở tỉnh Haute-Saône trong vùng Bourgogne-Franche-Comté phía đông nước Pháp.